# Constantino (nombre)
Constantino es un nombre propio masculino de origen latino en su variante en español. Proviene del latín Constantinus, patronímico de Constantius, de constans, "constante, perdurable".

## Santoral
11 de marzo: San Constantino de Cornualles, discípulo de San Columba (s. VI).

## Variantes
- Femenino: Constantina.
- Diminutivo: Tino.

### Variantes en otros idiomas
| Variantes en otras lenguas | Variantes en otras lenguas  |
| -------------------------- | --------------------------- |
| Español                    | Constantino                 |
| Albanés                    | Konstandini                 |
| Alemán                     | Konstantin                  |
| Aragonés                   | Constantín                  |
| Armenio                    | Կոստանդիանոս (Kostandianos) |
| Bosnio                     | Konstantin                  |
| Bretón                     | Kustentin                   |
| Búlgaro                    | Константин (Konstantin)     |
| Catalán                    | Constantí                   |
| Checo                      | Konstantin                  |
| Croata                     | Konstantin                  |
| Danés                      | Konstantin                  |
| Eslovaco                   | Konštantín                  |
| Esloveno                   | Konstantin                  |
| Esperanto                  | Konstantino                 |
| Etíope                     | Kuestantinos                |
| Euskera                    | Kostandin                   |
| Finlandés                  | Konstantinus                |
| Francés                    | Constantin                  |
| Galés                      | Cystennin                   |
| Gallego                    | Constantino                 |
| Georgiano                  | კონსტანტინე (Konstantine)   |
| Griego                     | Κωνσταντίνος (Kônstantínos) |
| Holandés                   | Constantijn                 |
| Húngaro                    | Szilárd, Konstantin         |
| Inglés                     | Constantine                 |
| Islandés                   | Konstantínus                |
| Italiano                   | Costantino                  |
| Latín                      | Constantinus                |
| Letón                      | Konstantīns                 |
| Lituano                    | Konstantinas                |
| Noruego                    | Konstantin                  |
| Polaco                     | Konstantyn                  |
| Portugués                  | Constantino                 |
| Rumano                     | Constantin                  |
| Ruso                       | Константин (Konstantin)     |
| Samogitiano                | Kuonstantėns                |
| Sardo                      | Costantìnu                  |
| Serbio                     | Константин (Konstantin)     |
| Siciliano                  | Custantinu                  |
| Sueco                      | Konstantin                  |
| Ucraniano                  | Костянтин (Kostjantyn)      |